# 12-strängad gitarr

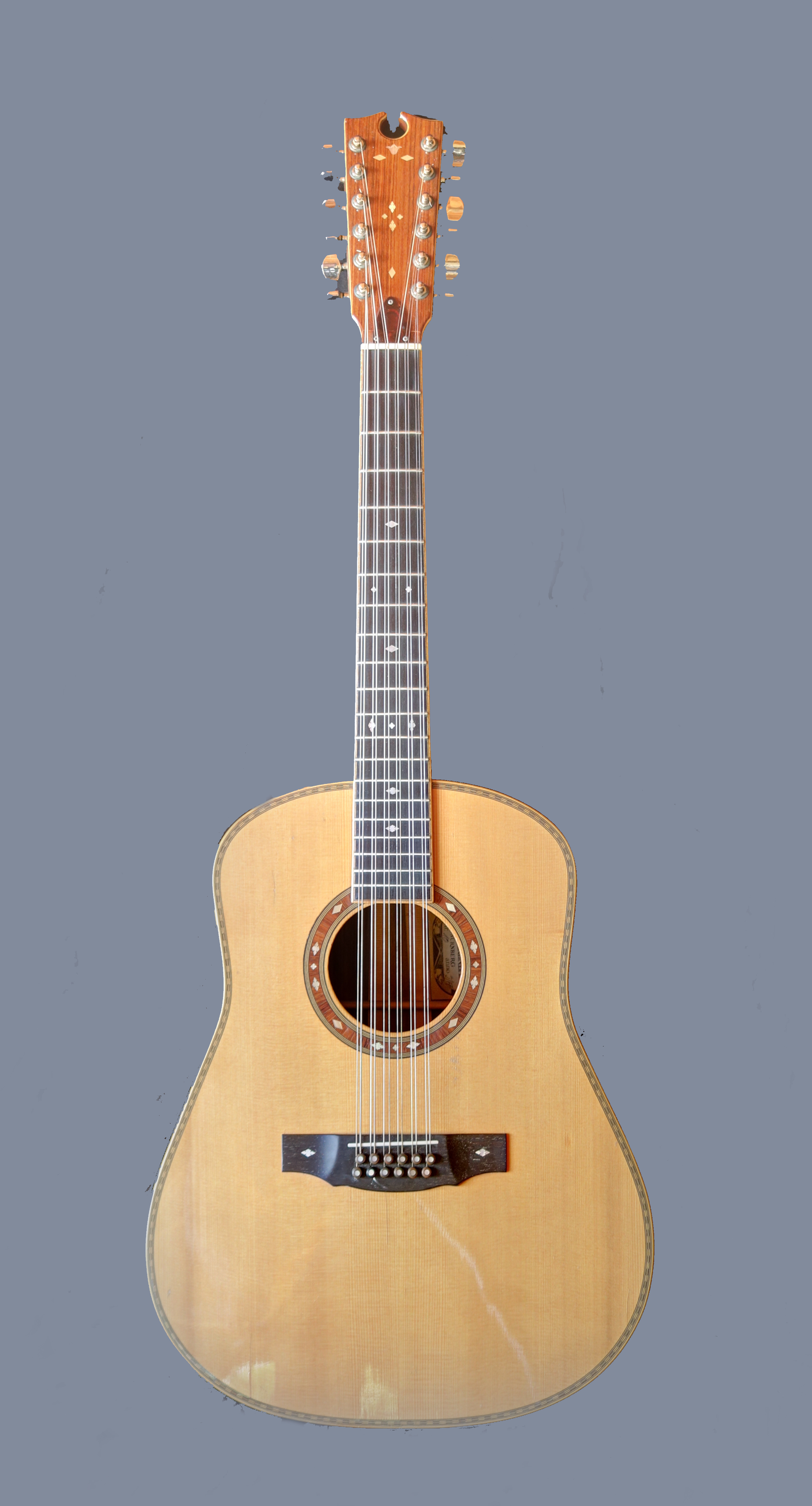
Roland Oetter, Nr. 10, Juli 1977, Nürnberg.

En 12-strängad gitarr är en stålsträngad akustisk gitarr eller elgitarr där den traditionella gitarrens 6 strängar dubblerats och ersatts med 12 strängar anordnade parvis i 6 par. De dubbla strängarna ger en rikare klangfärg än motsvarande enkla strängar, och instrumentet används bland annat i country- och vismusik.
De 4 lägsta ("mörkaste") strängparen är normalt stämda en oktav isär, det vill säga att varje strängpar består av en sträng stämd i motsvarande tonhöjd som för en 6-strängad gitarr, och en "oktavsträng" som är stämd en oktav upp ("ljusare"), alltså dubbla frekvensen. De 2 högsta ("ljusaste") strängparen är stämda unisont.
Genom den parvisa placeringen av strängarna spelas instrumentet i princip på samma sätt som en 6-strängad gitarr, men kräver större kraft i fingrar för att kunna trycka ner ett strängpar istället för en ensam sträng mot greppbrädan. Eftersom vart och ett av de 4 lägsta strängparen består av 2 strängar med sinsemellan helt olika egenskaper, är det mer komplicerat att intonera den 12-strängade än den 6-strängade gitarren.

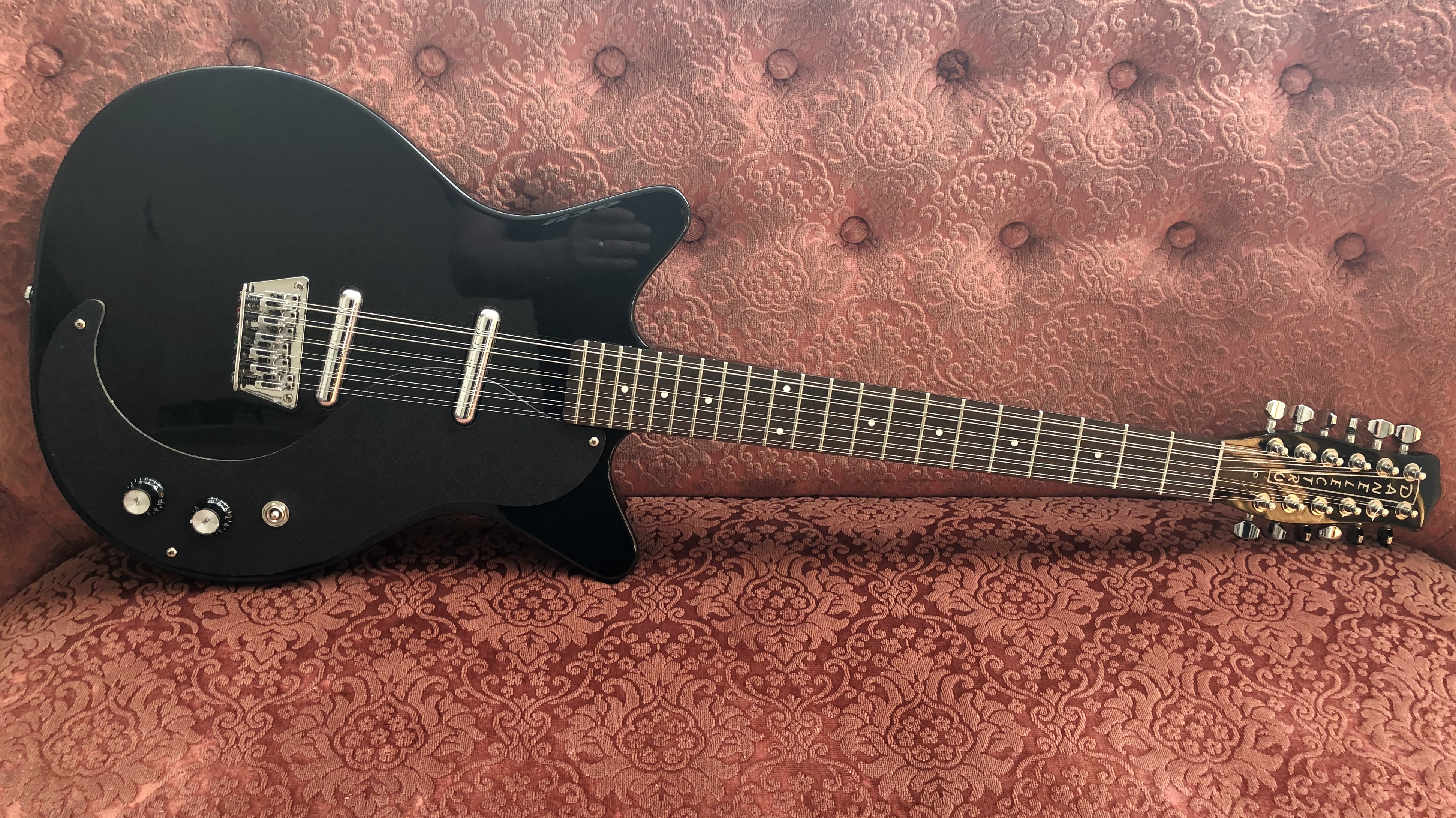
12-strängad elgitarr av märket Danelectro.

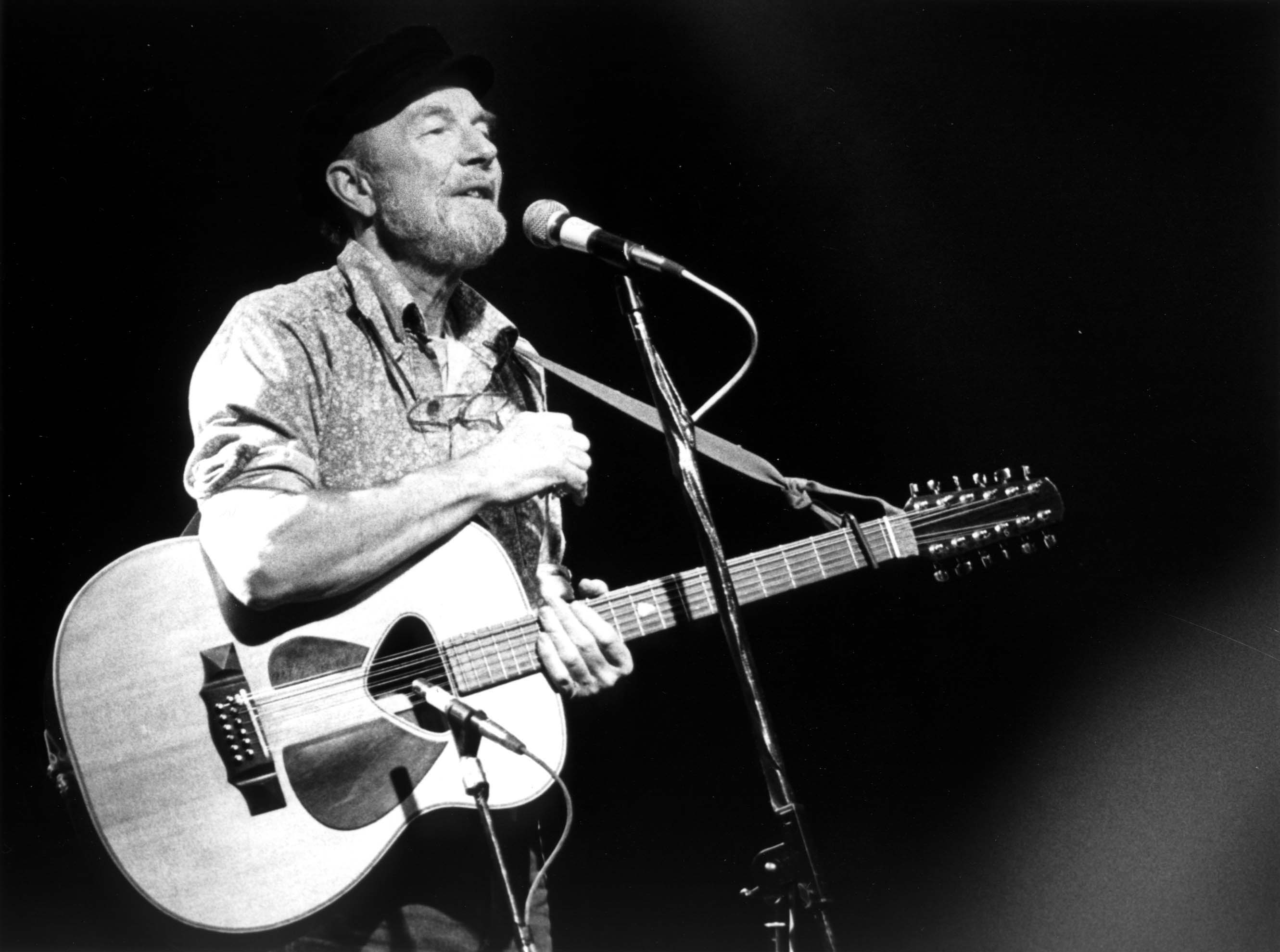
Pete Seeger 1986 med en tolvsträngad gitarr